# 389e division d'infanterie
La 389e division d'infanterie (en allemand : 389. Infanterie-Division ou 389. ID) est une des divisions d'infanterie de l'armée allemande (Wehrmacht) durant la Seconde Guerre mondiale.

## Historique
La 389e division d'infanterie a été formée le 27 janvier 1942 sur le Truppenübungsplatz (terrain de manœuvre) de Milowitz (de) près de Prague en tant que “Rheingold”-Division en tant qu'élément de la 18. Welle (18e vague de mobilisation).
Cinq divisions ont été formées en janvier 1942 sous le nom de code “Rheingold” (Or du Rhin) en tant que renforts manquant cruellement pour le Front de l'Est en voie de disparition.
Après sa formation, la division est transférée sur le Front de l'Est en mai 1942.
D'abord intégrée dans l'Heeresgruppe Sud avec la 6. Armee dans le secteur de Donez et de Kharkov, elle rejoint en septembre 1942 l'Heeresgruppe B dans le secteur de Stalingrad où elle est l'un des fers de lance de l'offensive de la 6. Armee début octobre contre le saillant d'Orlovka puis dans les cités ouvrières.. En janvier 1943, l’unité disparaît lors de la bataille de Stalingrad après la capitulation des forces allemandes du Maréchal Paulus et de sa 6. Armee.
Elle est reformée le 1er avril 1943 en France en Bretagne en tant que Kampfgruppe (groupe de combat), puis en division à partir de juillet 1943.
Elle est renvoyée sur le Front de l'Est en octobre 1943 avec la 8. Armee dans l'Heeresgruppe Sud dans le secteur du Dniepr, puis de Tcherkassy où elle se retrouve encerclée. Peu d'hommes arrivent à s'échapper de la poche de Tcherkassy, la division est retirée du front et elle est réorganisée à partir de la Schatten-Division Milowitz et en tant qu'élément de la 24. Welle (24e vague de mobilisation).
En juin 1944, elle est sous les ordres de la 16. Armee dans l'Heeresgruppe Nord et se retrouve en Lettonie.
En début d'année 1945, elle est de nouveau encerclée, cette fois dans la poche de Courlande. Elle réussit néanmoins à s'échapper par mer avant de se retrouver sous les ordres de la 2. Armee dans l'Heeresgruppe Weichsel dans la province de Prusse-Occidentale, puis dans la péninsule de Hela avant de se rendre à l'Armée Rouge à Danzig en mars 1945.

### Différents insignes

autre logo de la 389. Infanterie Division
troisième logo de la 389. Infanterie Division

## Organisation

### Commandants
| Date                                 | Grade                  | Commandant           |
| ------------------------------------ | ---------------------- | -------------------- |
| 1er février 1942 - 1er novembre 1942 | Generaloberst          | Erwin Jänecke        |
| 1er novembre 1942 - 31 janvier 1943  | Generalmajor           | Erich Magnus         |
| Reformation                          |                        |                      |
| 15 avril 1943 - 1er juin 1943        | Generalmajor           | Erwin Gerlach        |
| 1er juin 1943 - ? juillet 1943       | Generalleutnant        | Kurt Kruse           |
| ? juillet 1943 - 30 novembre 1943    | Generalmajor           | Erwin Gerlach        |
| 30 novembre 1943 - 1er avril 1944    | Generalmajor           | Paul Herbert Forster |
| 1er avril 1944 - 30 septembre 1944   | General der Infanterie | Walther Hahm         |
| 30 septembre 1944 - 25 mars 1945     | Generalleutnant        | Fritz Becker         |

## Théâtres d'opérations
- Allemagne : Février 1942 - Mai 1942
- Front de l'Est, secteur Sud : Mai 1942 - Octobre 1942
- Stalingrad : Octobre 1942 - Janvier 1943
- France : Avril 1943 - Octobre 1943
- Front de l'Est, secteur Sud : Octobre 1943 - Juin 1944
- Front de l'Est, secteur Centre : Juin 1944 - Août 1944
- Front de l'Est, secteur Nord : Août 1944 - Octobre 1944
- Poche de Courlande : Octobre 1944 - Décembre 1944
- Nord de l'Allemagne : Décembre 1944 - Mars 1945

## Composition
- Infanterie-Regiment 544 (Kassel)
- Infanterie-Regiment 545 (Wiesbaden)
- Infanterie-Regiment 546 (Nuremberg)
- Artillerie-Regiment 389
  - I. Bataillon
  - II. Bataillon
  - III. Bataillon
  - IV. Bataillon
- Feldersatz-Bataillon 389
- Pionier-Bataillon 389
- Panzerjäger-Abteilung 389
- Aufklärungs-Abteilung 389
- Füsilier-Bataillon 389
- Infanterie-Divisions-Nachrichten-Abteilung 389
- Infanterie-Divisions-Nachschubführer 389